# Model dialògic de resolució de conflictes
El model dialògic de resolució de conflictes es fonamenta en el diàleg com a eina que permet superar les desigualtats. En el tractament del conflicte, pren protagonisme el consens entre totes les parts implicades, especialment l'alumnat sobre les formes de convivència, generant un diàleg compartit per tota la comunitat en tot el procés normatiu. Aquest model involucra a tota la comunitat mitjançant el diàleg que permet descobrir les causes i els orígens dels conflictes per solucionar-los des de la mateixa comunitat molt abans que apareguin. Per tant, aquest abordatge, es concentra en la prevenció dels conflictes mitjançant la creació d'un clima de col·laboració, en el qual les persones participen tant en la creació de les normes de funcionament de l'escola com de la forma per resoldre els conflictes. Creant així un major enteniment i sentit per a totes les persones involucrades.
Aquest model ofereix espai i condicions per garantir que tots i totes tinguin les mateixes oportunitats per expressar-se i trobar solucions de manera conjunta. Per fer possible aquest diàleg, és necessari considerar que totes les persones, independentment de la seva cultura, nivell acadèmic, etc, tinguin la capacitat d'intervenir i opinar en la cerca d'una solució consensuada que ajudi a la prevenció i resolució de conflictes.

## Organització
Per dur a terme aquest procés, cal que les persones implicades estiguin d'acord en fer-ho mitjançant el diàleg. Primer cal saber les opinions de les persones partícips directament en el conflicte, ja que cadascú pot fer aportacions i expressar la seva opinió d'allò que hagi succeït. Tot seguit, els compromesos s'han de reunir juntament per posar-les en comú, amb la finalitat de poder saber què ha passat realment, i més tard, arribar a un acord pactat entre tots. Normalment, cal posar un mediador neutral perquè analitzi la situació.
Durant la durada d'aquest procés, caldrà respectar a l'altra persona i els torns de paraula.

## Conflictes
Els conflictes són situacions en què dues o més persones entren en oposició o desacord perquè les seves posicions, interessos, necessitats, desitjos o valors són incompatibles, o es perceben com incompatibles, on tenen un paper molt important les emocions i els sentiments, i on la relació entre les parts en conflicte pot sortir enfortida o deteriorada en funció de com sigui el procés de resolució del conflicte.

### Tipus de conflictes
Els conflictes és poden classificar segons la forma que puguin prendre: manifestos o latents; i conflictes segons els tipus de relació, individual i grupal.
Segons la forma:
- Els pseudoconflictes: és la situació en què hi ha un conflicte perquè dues persones estan enfrontades, però els interessos d'aquests i d'aquestes no són oposats, encara que les persones implicades els perceben com a interessos incompatibles.

- Els conflictes latents: existeixen però no es manifesten clarament. El conflicte està present però un dels dos o ambdues parts no ercep les diferències pel que fa als interessos, necessitats, etc., o potser aquests i aquestes no es veuen capaços d'enfrontar-se als conflictes i per tant, no el reconeixen, ja que no existeix cap desacord ni disputes entre les dues parts. Com a conseqüència, el conflicte creix i pot explotar en qualsevol moment de manera violenta, per tant, no s'ha d'esperar que els conflictes arribin a aquesta fase crítica.
- Els conflictes manifestos: es manifesten de manera clara.

Segons la relació:
- Conflictes intrapersonals: són conflictes individuals i interns que pertanyen a cada persona relacionats amb circumstàncies íntimes. És necessari resoldre aquests conflictes, ja que poden acabar causant estrès o fins i tot trastorns psicològics.
- Conflictes de relació: consisteix a establir diferents nivells segons la relació que hi ha entre els grups o les persones.
- Conflictes interpersonals: conflictes on s'enfronten dues persones per una mateixa idea que desitgen els/les dues. Poden variar en intensitat. En aquesta categoria queden incloses tant els conflictes interns del grup, com els conflictes que es desenvolupen entre diferents grups enfrontats entre sí.
- Conflictes intragrupals: conflictes que es donen dins d'un mateix grup i que són provocats per algun dels membres del grup per qualsevol motiu ja sigui barallar-se per ser la/el líder del grup, trencar les normes...
- Conflictes intergrupals: conflictes que es produeixen entre grups. Acostumen a ser de baixa intensitat i no permanents encara que si el grup pertany a una entitat o organització aleshores solen ser competitius amb l'objectiu de debilitar a l'altre grup.
- Conflictes socials: Són conflictes entre sectors oposats, ja sigui per aspectes culturals, artístics, polítics... És tracta d'enfrontaments per qüestions de religió, poder o d'alt prestigi per als seus membres. Acostumen a ser permanents el que fa que afecti la qualitat de vida dels afectats.
- Conflictes internacionals: conflictes que és produeixen entre diferents estats o organismes de diferents nacionalitats.

### El gran conflicte: ElBullying
El bullying o assetjament escolar succeeix quan una persona està sent assetjada de forma física o psicològica de forma contínua amb l'objectiu de sotmetre'l i espantar a la víctima per obtenir algun resultat favorable per a la persona que assetja, o simplement, per satisfer la seva necessitat d'agredir i destruir.
Sí el bullying succeeix de forma contínua, pot provocar l'exclusió social de la víctima.
La violència és una de les principals preocupacions en l'àmbit escolar i per tant, és molt important considerar el bulying com un problema social que comporta unes conseqüències potencials a llarg termini afectant tant a la salut mental com a la física. Nombrosos estudis han documentat les conseqüències negatives del bullying durant la infància argumentant que aquest, pot conduir a una gran varietat de problemes a mesura que els nens i nenes van creixent. L'anàlisi de la violència escolar s'analitza parcialment tenint en compte la producció de violència en l'entorn escolar. Es tracta d'una investigació bibliogràfica amb enfocament quantitatiu i qualitatiu. Els i les estudiants són les principals víctimes mentre que el/la professor/a és menys afectat per la violència física i verbal.
S'ha utilitzat un enfocament d'anàlisi multidimensional per examinar els efectes de les relacions entre alumnat i professorat sobre comportaments relacionats amb l'assetjament escolar per veure les diferències entre els diferents estats socials. Els resultats mostren que les relacions socials i les relacions entre estudiants i professors/es, integren i donen a conèixer quins rols prenen els i les adolescents joves en l'assetjament escolar i destaquen que es important que els professors i professores reconeguin aquests i aquestes estudiants.

#### Característiques delbullying
- Inclou conductes diferents (burles, amenaces, agressió física, etc.).
- Tendeix a originar problemes repetitius i que es perllonguen durant molt temps.
- Sol ser provocat per un o una persona, que està recolzada per un grup de persones, contra una persona indefensa.
- Està mantingut per la ignorància o passivitat de les persones que envolten a la víctima sense intervenir directament.
- La persona que està sent agredida desenvolupa por i rebuig cap a les persones que li agredeixen i a aquells que no intervenen.
- La capacitat de comprensió moral i d'empatia de l'agressor o agressora, disminueix.
- Les persones que observen la violència sense evitar-la, tenen una falta de sensibilitat, apatia i insolidaritat.

#### Tipus debullying
- Físic: agressió a la persona a través d'empentes, puntades, agressions amb objectes...
- Verbal: insults i notes que menyspreen a la víctima.
- Psicològic: minen l'autoestima de l'individu i fomenten la seva sensació de temor.
- Social: pretén aïllar a la víctima de la gent que li envolta.

### Gestió de conflictes
Els conflictes són elements inherents en les relacions humanes. Podem trobar-ne de molts tipus.
- Conflicte pares-fills: Tant les mares i els pares com les filles i els fills es queixen de la forma de ser i del comportament.
- Conflicte generacional: les joves, els joves, les nenes i els nens es queixen dels costums, idees i comportaments dels més grans.
- Conflicte escolar: es queixen els docents de l'alumnat, aquest del professorat i fins i tot existeixen queixes entre els alumnes.
- Conflicte laboral: queixes per part de les empleades cap al seu director/a a causa del seu autoritarisme i exigència.
- Conflicte grupal: discussions entre les companyes de feina perquè no es posen d'acord a l'hora de realitzar les tasques.
- Conflicte de parella: tant la dona com l'home se senten sols quan un dels dos passa tot el dia treballant i un cop finalitzada la jornada laboral, passen els temps lliure amb les amigues i els amics.

Pel que fa a l'àmbit escolar, existeixen problemes de disciplina, conflictes entre alumnes i professorat que acaben amb un càstig.
En l'àmbit familiar, existeixen diferents formes de pensar entre els seus membres dificultant la convivència i donant lloc a les separacions.
Així doncs, els conflictes són inevitables. Els nens i les nenes, han d'aprendre a afrontar els conflictes de manera adequada i per tant, és necessari que disposin d'una sèrie de competències personals com els criteris, les actituds, perquè puguin afrontar de manera correcta el problema.
És fonamental que les educadores i els educadors ensenyin des d'un inici aquestes habilitats i estratègies als alumnes perquè puguin resoldre aquests problemes de manera adequada.

#### Tècniques per treballar la resolució de conflictes
- Mediació: La mediació es basa a incorporar una tercera persona imparcial i neutral per resoldre el conflicte entre les parts, aquesta tercera persona es diu mediador i busca un consens entre les dues parts sense proposar alternatives.

- Conciliació: En la conciliació intervé una tercera persona neutral, aquesta promou el diàleg i proposa diferents solucions que puguin satisfer a les dues parts per igual. Aquest mètode s'ha de regir pel principi de confidencialitat i per fer-lo possible les dues parts han de reconèixer el mediador.

- Negociació: En la negociació, no existeix una tercera persona per resoldre el conflicte sinó que ho resolen les parts.[4]

## Prevenció de conflictes en les comunitats d'aprenentatge
Una Comunitat d'Aprenentatge és un projecte basat en un conjunt d'Actuacions Educatives d'Èxit (AEE) amb la finalitat de transformar la societat. Les AEE han estat fruit d'una recerca realitzada per la Comissió Europea dins del sisè programa marc de recerca INCLUD-ED (2006-2011). Aquest model educatiu està d'acord amb les teories científiques a nivell internacional, les quals destaquen que les interaccions i la participació de la comunitat són dos elements claus en l'aprenentatge.
Aquest projecte té més de 20 anys de funcionament tant associacions socioculturals com en centres educatius, des d'infantil a persones adultes. A causa dels bons resultats obtinguts tant en el rendiment acadèmic com en la convivència s'ha estès a nivell internacional. En l'actualitat, hi ha més de 300 centres educatius i associacions, que estan aplicant les AEE i que estan millorant en el rendiment educatiu i la convivència a través dels somnis de tota la seva comunitat educativa, el diàleg i la ciència.
El projecte Comunitats d'Aprenentatge, considera la superació dels problemes de convivència i el fracàs escolar com a objectius prioritaris. Per a la seva consecució, és necessari una transformació dels centres educatius i dels seus contextos socio-culturals. Aquesta forma d'actuar comporta un model de prevenció i resolució de conflictes basat en el diàleg i en la participació.
Les Comunitats d'Aprenentatge suposa la transformació social i cultural d'un centre educatiu i el seu entorn, basada en l'aprenentatge dialògic. Aquesta transformació comporta la reorganització de tots els espais del centre educatiu i de la seva relació amb la comunitat. En el procés de prevenció i resolució de conflictes, aquest diàleg en el qual tots i totes participen, també ha d'estar present en tot moment.

### Actuacions d'èxit[7]
- Grups interactius: És una forma d'organització que millora l'aprenentatge i la convivència. És tracta d'una organització inclusiva de l'alumnat en la que participen de manera voluntària diversos adults i adultes a més a més del mestre/a responsable de l'aula, aconseguint així una acceleració de l'aprenentatge quant a valors, emocions, sentiments...
- Tertúlies dialògiques: És tracta d'una construcció de manera col·lectiva de significat i coneixement basant-nos en el diàleg amb tot l'alumnat que participa en la tertúlia.
- Formació de familiars: Els centres educatius, no només ofereixen formació als/les alumnes i al professorat sinó que també a les famílies. Aquesta formació es caracteritza per les actuacions d'èxit i respon als interessos i a les necessitats d'aquestes.
- Participació educativa de la comunitat: Tant les famílies com els membres que formen la comunitat, a més a més de participar en la formació de les famílies, també ho fan en les activitats d'aprenentatge de l'alumnat. Aquesta participació escolar, també és basa en la presa de decisions la qual està relacionada amb l'educació de les seves filles i els seus fills.
- Model dialògic de prevenció i resolució de conflictes: Aquest model de prevenció i resolució, és fonamenta en el diàleg com a eina que permet superar les desigualtats. Permet millorar la convivència tant dins del centre com en tota la comunitat. Per aquest motiu és imprescindible la implicació de tota la comunitat per poder conèixer les causes i els orígens i d'aquesta manera poder solucionar el conflicte,
- Formació dialògica del professorat: Per poder desenvolupar aquestes actuacions educatives d'èxit, és necessari la formació per part del professorat sobre aspectes científics i teòrics i en les evidències garantides per la comunitat científica internacional.

## Model dialògic a les escoles
Està demostrat que la resolució de conflictes mitjançant el diàleg entre iguals afavoreixen l'ambient educatiu, les relacions intergrupals, redueix el comportament agressiu i augmenta el coneixement i les habilitats de resolució de conflictes.
Els i les estudiants que reben formació de resolució de conflictes, augmenten l'èxit acadèmic, adquireixen millores en competència emocional i social, i obtenen els majors beneficis en termes de l'aprenentatge de conflictes, utilitzant comportaments de negociació integrativa.
Un estudi d'estudiants d'escoles de primària turques formats en un programa de resolució de conflictes, que va incloure habilitats d'empatia, domini de la ira i resolució de problemes socials, va descobrir que va augmenta la competència social, les habilitats constructives de resolució de conflictes i va disminuir els nivells d'agressió de les i els estudiants.
El diàleg entre persones ajuda a reconèixer les emocions pel que fa a les parts implicades, a més a més, ajuda ha abandonar l'actitud defensiva i de desconfiança facilitant així la resolució del conflicte.

## La col·laboració per l'Aprenentatge Acadèmic, Social i Emocional (CASEL)
És una xarxa d'educadors i educadores actualment ubicada a la Universitat de Chicago. Aquesta xarxa va dissenyar un estudi basat en cinc competències cognitives, afectives i conductuals interrelacionades:
1. L'autogestió: que és la capacitat de regular els mateixos pensaments i conductes.
2. L'autoconsciència: capacitat de reconèixer, comprendre i reflexionar sobre els mateixos pensaments i sentiments.
3. La consciència social: que és la capacitat de comprendre i empatitzar amb les altres, a més a més de reconèixer els senyals socials i adaptar-se a les diferents situacions.
4. Habilitats de relació: que és la capacitat de prestar atenció, comunicar-se amb claredat, ser sociable, cooperar...
5. La presa de decisions responsable: és la capacitat de prendre decisions responsables, saludables i ètiques sobre la mateixa conducta.[12]

## Altres models de resolució de conflictes
- Model disciplinari: Aquest model està basat amb les jerarquies i el paper de l'autoritat. L'autoritat és qui marca les normes a les altres persones i les han de complir, s'aplica verticalment, de dalt abaixi i hi ha sancions si no es compleixen.
- Model mediador: En aquest model s'incorpora una persona experta per resoldre el conflicte i busca donar una solució d'acord amb la normativa establerta. La tercera persona ha de mantenir sempre la imparcialitat i ha de marcar distància personal, ell ajuda a mantenir el diàleg entre les parts per trobar un acord.[13]